# Krzyż św. Piotra

Krzyż św. Piotra

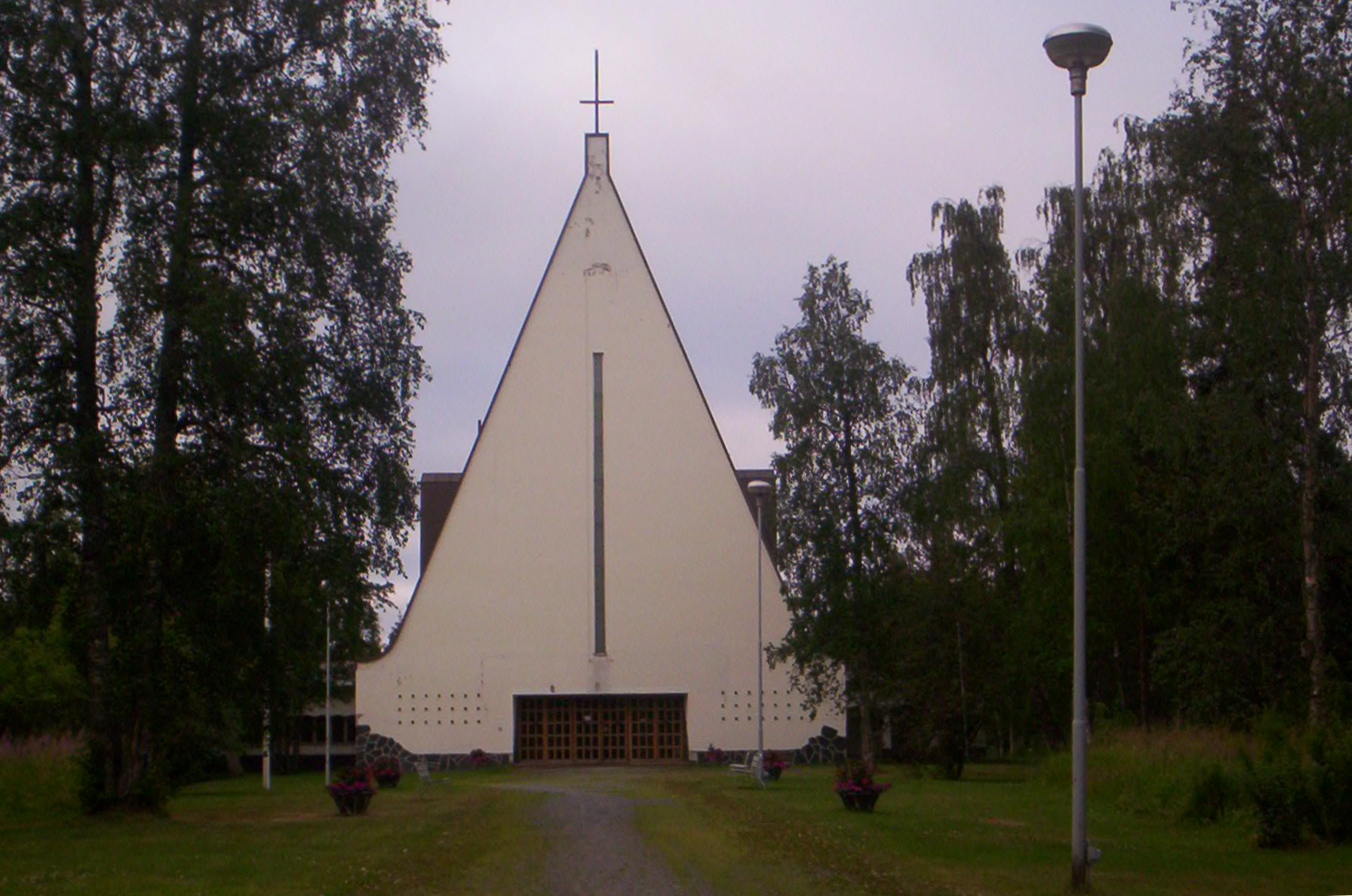
Kościół luterański św. Piotra w Finlandii z krzyżem św. Piotra

Krzyż św. Piotra – forma krzyża, będąca odwróceniem o 180 stopni krzyża łacińskiego. Nazwa nawiązuje do tradycji o śmierci apostoła Piotra, który został ukrzyżowany głową w dół.

## Wykorzystanie
Krzyż św. Piotra bywa wykorzystywany w symbolice satanistycznej jako odwrotność krzyża chrześcijańskiego. Stąd też czasem jest nazywany "krzyżem satanistycznym". Ma to na celu wyrażenie postawy antyreligijnej.
Z tego powodu krzyż św. Piotra rzadko jest stosowany przez chrześcijan. Jego wykorzystanie podczas pielgrzymki Jana Pawła II do Izraela w 2000 roku stało się źródłem wielu nieporozumień i oskarżeń o bluźnierstwo, szczególnie silnych ze strony sedewakantystów. Dla katolików jednoznacznie bluźnierczym symbolem jest odwrócony krucyfiks, ale nie krzyż.